# Acropora cardenae
Acropora cardenae là một loài san hô trong họ Acroporidae. Loài này được Wells mô tả khoa học năm 1985.